# Malurile, Dâmbovița
Malurile este o localitate componentă a orașului Pucioasa din județul Dâmbovița, Muntenia, România.
 Acest articol despre o localitate din județul Dâmbovița este deocamdată un ciot. Puteți ajuta Wikipedia prin completarea lui.

În Maluri care aparține comunei Visinesti se lua petrol și calea de acces era prin vârfuri acum sursa de petrol este epuizată și prin jur numai brazi